# Bae Yong-joon
Bae Yong-joon (en hangul, 배용준; en hanja, 裵勇浚; romanización revisada, Bae Yong-jun; McCune-Reischauer, Pae Yongjun) (Seúl; 29 de agosto de 1972) es un actor surcoreano conocido por sus papeles en numerosos dramas coreanos. Sus fanes lo llaman por la abreviatura BYJ, o también Yon-sama (ヨン様).

## Biografía

### Carrera artística
Hizo su debut en 1995 en la película Ppilku estrenada en 1997. Se hizo famoso mundialmente por su drama Winter Sonata, dejándolo al frente como artista principal de la "Ola coreana".
En el 2004 mientras se encontraba en gira de promoción por China y Japón, publicó su libro fotográfico en Japón. En el aeropuerto de Narita en Tokio fue recibido por más de 5000 fanes. Ya en la terminal se convocaron 350 oficiales de policía y 70 agentes antidisturbios para intentar controlar a la masa de gente, habiendo incluso heridos que tuvieron que ser atendidos de urgencia por los paramédicos. Volvió a la televisión con el drama The Legend.

## Vida privada
Bae anteriormente participó en un vídeo comercial/musical del director Lee Sa Kang, fechado en 2004. También él fue el novio de Koo So Hee la heredera de una empresa chaebol, desde septiembre de 2014 a febrero de 2015 (Koo es la hija del vicepresidente de LS Industrial Systems, Koo Ja Kyun).
Él y la actriz Park Soo Jin anunciaron su noviazgo en mayo de 2015 y se casaron el 27 de julio de 2015 en el Grande Warlkerhill Hotel de la compañía Sheraton. La pareja solo invitó a parientes y amigos, además prohibió la asistencia a los medios de comunicación.

## Filmografía

### Series de televisión
| Año  | Título                               | Rol                                     | Canal         |
| ---- | ------------------------------------ | --------------------------------------- | ------------- |
| 1994 | Salut D'Amour                        | Kim Young Min                           | KBS 2TV       |
| 1995 | Our Sunny Days of Youth              | Ha Seok Joo                             | KBS 2TV       |
| 1995 | Drama Game "Six Steps to Separation" | Kyung Min                               | KBS 2TV       |
| 1995 | Sea Breeze                           | Jang Moon Young                         | PSB           |
| 1996 | Papa                                 | Choi Hyun Joon                          | KBS 2TV       |
| 1996 | Colors "Blue"                        |                                         | KBS 2TV       |
| 1996 | First Love                           | Sung Chan Woo                           | KBS 2TV       |
| 1997 | The Angel Within                     | Cameo                                   | KBS 2TV       |
| 1998 | The Barefooted Youth                 | Han Yo Seok/Jang Yo Seok                | KBS 2TV       |
| 1999 | Did We Really Love?                  | Kang Jae Ho                             | MBC           |
| 2001 | Hotelier                             | Shin Dong Hyuk/Frank Shin               | MBC           |
| 2002 | Winter Sonata                        | Kang Joon Sang/Lee Min Hyeong           | KBS 2TV       |
| 2007 | Hotelier                             | Shin Dong Hyuk (cameo, episodio 1)      | TV Asahi      |
| 2007 | The Legend                           | Damdeok/Hwan Woong                      | MBC           |
| 2009 | Winter Sonata Anime                  | Kang Joon Sang/Lee Min Hyeong (Voz)     | SKY PerfecTV! |
| 2011 | Dream High                           | Jung Ha Myung (invitado, episodios 1-4) | KBS 2TV       |

### Películas
| Año  | Título         |
| ---- | -------------- |
| 1994 | Salut D'Amour  |
| 1997 | Ppilku Ppilku  |
| 2004 | Untold Scandal |
| 2005 | April Snow     |

### Vídeos musicales
| Año  | Canción                | Artista    |
| ---- | ---------------------- | ---------- |
| 2001 | "Goodbye, My Love"     | Jo Sung Mo |
| 2002 | "Ditto and Sympathy 2" |            |

## Libros
| Año  | Título                              | Notas |
| ---- | ----------------------------------- | ----- |
| 2004 | The Image: Volume 1                 |       |
| 2005 | 100 Days of Bae Yong-joon           |       |
| 2007 | BYJ Family Book                     |       |
| 2009 | Journey in Search of Korea's Beauty |       |
| 2012 | Visit to Kyoto                      |       |

## Premios y reconocimientos
2007
- MBC Drama Awards: Daesang (premio especial)
- MBC Drama Awards: Mejor pareja con Lee Ji Ah por The Legend
- MBC Drama Awards: Premio de popularidad

2004
- 40th Baeksang Arts Awards: Mejor actor revelación por Untold Scandal.

2003
- Blue Dragon Awards: Mejor actor revelación y premio de popularidad

2002
- KBS Acting Awards: Mejor actor y premio de popularidad
- 38th Baeksang Arts Awards: Premio de popularidad

1997
- 33rd Baeksang Arts Awards: Premio de popularidad

1996
- KBS Acting Awards: Premio al actor más valioso y premio de popularidad.

1995
- KBS Acting Awards: Premio al novato del año y premio al más fotogénico.

### Libros publicados
- 2012: Kyoto Photo Book (Libro de fotos + DVD) Fotos recopiladas durante su viaje a Kioto ISBN 978-4391141702
- 2010: A Journey in Search of Korea's Beauty (contiene fotografías de varios artesanos, presentaciones de la cultura coreana y lugares para visitar) ISBN 978-4904877005
- 2007: BYJ Family Book (BYJ Libro de Familia) ISBN 978-4903323176
- 2005: 100 Days of Bae Yong Joon (100 días de Bae Yong Joon) ISBN 978-4990230524
- 2004: The Image: Volume 1 (La Imagen: Volumen 1, libro fotográfico hechas por él mismo para celebrar el 10º aniversario de su carrera artística) ISBN 978-4990230517